# (84417) Ritabo
(84417) Ritabo est un astéroïde de la ceinture principale.

## Description
(84417) Ritabo est un astéroïde de la ceinture principale. Il fut découvert le 5 octobre 2002 à Coddenham par Tom Boles. Il présente une orbite caractérisée par un demi-grand axe de 2,70 UA, une excentricité de 0,17 et une inclinaison de 11,3° par rapport à l'écliptique.

## Compléments